# MasterChef (België)
MasterChef is een van oorsprong Brits realityformat, waarin bekende Vlamingen in onderlinge kookduels strijden om de titel van Masterchef. De eerste serie MasterChef werd gewonnen door oud-tennisster Sabine Appelmans. De tweede serie werd gewonnen door zanger Bart Van den Bossche. De derde serie werd gewonnen door CEO van Omega Pharma Marc Coucke. In het eerste seizoen presenteerde Dina Tersago het programma; in de seizoenen daarna werd gebruikgemaakt van een voice-over.

## Jury
| Coaches         | S1 | S2 | S3 | S4 | S5 | S6 |
| --------------- | -- | -- | -- | -- | -- | -- |
| Stéphane Buyens |    |    |    |    |    |    |
| Wout Bru        |    |    |    |    |    |    |
| Jean-Paul Perez |    |    |    |    |    |    |
| Kenny Bernaerts |    |    |    |    |    |    |
| Nick Bril       |    |    |    |    |    |    |
| Michaël Rewers  |    |    |    |    |    |    |
| Inge Waelens    |    |    |    |    |    |    |
| Peter Goossens  |    |    |    |    |    |    |

## Deelnemers
36 Bekende Vlamingen streden om de titel van MasterChef in het eerste seizoen: Cilou Annys, Sabine Appelmans, Nic Balthazar, Brigitte Becue, Mieke Bouve, Davy Brocatus, Alex Callier, Axel Daeseleire, David Davidse, Anne De Baetzelier, Robert de la Haye, Roger De Vlaeminck, Barbara Dex, Veerle Dobbelaere, Margriet Hermans, Eveline Hoste, Bart Kaëll, Stijn Kolacny, Flor Koninckx, Anthony Kumpen, Gunther Levi, Dominique Monami, Marijke Pinoy, Jan Schepens, Herr Seele, Joël Smets, Wim Soutaer, Luc Steeno, Kaat Tilley, Kathleen Van Brempt, Raf Van Brussel, Katrien Vandendries, Roel Vanderstukken, Joke van de Velde, Hilde Van Mieghem en Gert Winckelmans.
Het eerste seizoen werd gewonnen door Sabine Appelmans.
In seizoen 2 waren er 30 bekende deelnemers: Marc Coessens, Staf Coppens, Ron Cornet, Gerrit De Cock, Justine De Jonckheere, Maya Detiège, Marlène de Wouters, Tanja Dexters, Sabine De Vos, Nils Duerinck, Ivan Heylen, Carl Huybrechts, Pat Krimson, Nicolas Liébart, Caroline Maes, Filip Meirhaeghe, Désiré Naessens, Fatma Pehlivan, Stephanie Planckaert, Martine Prenen, Betty Owczarek, Marleen Renders, Tatiana Silva, Daniëlla Somers, Bart Van den Bossche, Charles Van Domburg, Thomas Van Hemeledonck, Sally-Jane Van Horenbeeck, Showbizz Bart en Mark Willems.
Het tweede seizoen werd gewonnen door Bart Van den Bossche.
In seizoen 3 zijn er weer 36 bekende deelnemers: Chris Van Espen, Dimitri Vantomme, Annelien Coorevits, Lindsay De Bolle, Jess Donckers, Marc Coucke, Mark Demesmaeker, Peter Vanlaet, Sugar Jackson, Jan Bardi, Lea Witvrouwen, Guy Van Sande, Daisy Van Cauwenbergh, Maarten Bosmans, Junior Planckaert, Bjorn De Wilde, Greet Rouffaer, Aagje Vanwalleghem, Lieven Debrauwer, Peter Thyssen, Daisy Thys, Walter De Donder, Lynn Pelgroms, Hilde De Baerdemaeker, Eric Kerremans, Manou Kersting, Monica De Coninck, Laura Beyne, Freddy De Kerpel, Hilde Claes, Griet Van Hees, Veerle Eyckermans, Jimmy Samyn, Ann Tuts en Deborah Ostrega.
Het derde seizoen werd gewonnen door Marc Coucke.
In seizoen 4 nemen 10 bekende deelnemers deel: Bent Van Looy, Linde Merckpoel, Wim Willaert, Lynn Van den Broeck, Boris Devis, Charlie Dewulf, William Boeva, Sarah Puttemans, Hakim Chatar en Cath Luyten
Het vierde seizoen werd gewonnen door Linde Merckpoel.
In seizoen 5 nemen 10 bekende deelnemers deel: Kawtar Ehlalouch, Titus De Voogdt, Gunther Lamoot, Serine Ayari, Olga Leyers, Liesa Naert, Jan Van Looveren, Thomas Briels, Daan Alferink en Fatma Taspinar.
Het vijfde seizoen werd gewonnen door Olga Leyers.

## Seizoen 1
Een overzicht van de deelnemers per aflevering.
| Aflevering                 | Deelnemers          | Deelnemers         | Deelnemers          | Gastjurylid       |
| -------------------------- | ------------------- | ------------------ | ------------------- | ----------------- |
| 28 juni 2010               | Bart Kaëll          | Roger De Vlaeminck | Dominique Monami    | Wout Bru          |
| 29 juni 2010               | Nic Balthazar       | Eveline Hoste      | Wim Soutaer         | Wout Bru          |
| 30 juni 2010               | Axel Daeseleire     | Stijn Kolacny      | Margriet Hermans    | Wout Bru          |
|                            |                     |                    |                     |                   |
| 1 juli 2010 - Kwartfinale  | Bart Kaëll          | Eveline Hoste      | Axel Daeseleire     | Wout Bru          |
|                            |                     |                    |                     |                   |
| 5 juli 2010                | Jan Schepens        | Hilde Van Mieghem  | Flor Koninckx       | Roger van Damme   |
| 6 juli 2010                | Mieke Bouve         | Raf Van Brussel    | Robert de la Haye   | Roger van Damme   |
| 7 juli 2010                | Roel Vanderstukken  | Marijke Pinoy      | Barbara Dex         | Roger van Damme   |
|                            |                     |                    |                     |                   |
| 8 juli 2010 - Kwartfinale  | Hilde Van Mieghem   | Mieke Bouve        | Roel Vanderstukken  | Roger van Damme   |
|                            |                     |                    |                     |                   |
| 12 juli 2010               | Luc Steeno          | Joël Smets         | Davy Brocatus       | Gert De Mangeleer |
| 13 juli 2010               | Cilou Annys         | Anthony Kumpen     | David Davidse       | Gert De Mangeleer |
| 14 juli 2010               | Sabine Appelmans    | Kaat Tilley        | Gunther Levi        | Gert De Mangeleer |
|                            |                     |                    |                     |                   |
| 15 juli 2010 - Kwartfinale | Davy Brocatus       | David Davidse      | Sabine Appelmans    | Gert De Mangeleer |
|                            |                     |                    |                     |                   |
| 19 juli 2010               | Anne De Baetzelier  | Herr Seele         | Katrien Vandendries | Wout Bru          |
| 20 juli 2010               | Gert Winckelmans    | Joke van de Velde  | Brigitte Becue      | Wout Bru          |
| 21 juli 2010               | Alex Callier        | Veerle Dobbelaere  | Kathleen Van Brempt | Wout Bru          |
|                            |                     |                    |                     |                   |
| 22 juli 2010 - Kwartfinale | Katrien Vandendries | Gert Winckelmans   | Alex Callier        | Wout Bru          |

| Aflevering                  | Deelnemers          | Deelnemers         | Deelnemers       | Deelnemers       | Gastjurylid    |
| --------------------------- | ------------------- | ------------------ | ---------------- | ---------------- | -------------- |
| 26 juli 2010 - Halve finale | Katrien Vandendries | Alex Callier       | Mieke Bouve      | Axel Daeseleire  | Peter Goossens |
| 27 juli 2010 - Halve finale | Bart Kaëll          | Roel Vanderstukken | Sabine Appelmans | David Davidse    | Peter Goossens |
|                             |                     |                    |                  |                  |                |
| 28 juli 2010 - Cook-off     | Katrien Vandendries | Axel Daeseleire    | Bart Kaëll       | Sabine Appelmans | Peter Goossens |
|                             |                     |                    |                  |                  |                |
| 29 juli 2010 - FINALE       | Axel Daeseleire     | Bart Kaëll         | Sabine Appelmans | XXX              | Peter Goossens |

## Seizoen 2
Een overzicht van de deelnemers per aflevering.
| Aflevering                        | Deelnemers                | Deelnemers                | Deelnemers                | Deelnemers             | Deelnemers            | Deelnemers          |
| --------------------------------- | ------------------------- | ------------------------- | ------------------------- | ---------------------- | --------------------- | ------------------- |
| 4 juli 2011                       | Betty Owczarek            | Bart Van den Bossche      | Daniëlla Somers           | Fatma Pehlivan         | Staf Coppens          | Charles Van Domburg |
| 5 juli 2011                       | Betty Owczarek            | Bart Van den Bossche      | Daniëlla Somers           | Fatma Pehlivan         | Staf Coppens          |                     |
| 6 juli 2011                       | Betty Owczarek            | Bart Van den Bossche      | Daniëlla Somers           | Fatma Pehlivan         |                       |                     |
| 7 juli 2011 - Kwartfinale 1       | Betty Owczarek            | Bart Van den Bossche      | Daniëlla Somers           |                        |                       |                     |
|                                   |                           |                           |                           |                        |                       |                     |
| 11 juli 2011                      | Pat Krimson               | Stephanie Planckaert      | Gerrit De Cock            | Tanja Dexters          | Marc Coessens         | Maya Detiège        |
| 12 juli 2011                      | Pat Krimson               | Stephanie Planckaert      | Gerrit De Cock            | Tanja Dexters          | Marc Coessens         |                     |
| 13 juli 2011                      | Pat Krimson               | Stephanie Planckaert      | Gerrit De Cock            | Tanja Dexters          |                       |                     |
| 14 juli 2011 - Kwartfinale 2      | Pat Krimson               | Stephanie Planckaert      | Gerrit De Cock            |                        |                       |                     |
|                                   |                           |                           |                           |                        |                       |                     |
| 18 juli 2011                      | Ivan Heylen               | Showbizz Bart             | Caroline Maes             | Carl Huybrechts        | Tatiana Silva         | Désiré Naessens     |
| 19 juli 2011                      | Ivan Heylen               | Showbizz Bart             | Caroline Maes             | Carl Huybrechts        | Tatiana Silva         |                     |
| 20 juli 2011                      | Ivan Heylen               | Showbizz Bart             | Caroline Maes             | Carl Huybrechts        |                       |                     |
| 21 juli 2011 - Kwartfinale 3      | Ivan Heylen               | Showbizz Bart             | Caroline Maes             |                        |                       |                     |
|                                   |                           |                           |                           |                        |                       |                     |
| 25 juli 2011                      | Sabine De Vos             | Marleen Renders           | Nicolas Liébart           | Mark Willems           | Justine De Jonckheere | Nils Duerinck       |
| 26 juli 2011                      | Sabine De Vos             | Marleen Renders           | Nicolas Liébart           | Mark Willems           | Justine De Jonckheere |                     |
| 27 juli 2011                      | Sabine De Vos             | Marleen Renders           | Nicolas Liébart           | Mark Willems           |                       |                     |
| 28 juli 2011 - Kwartfinale 4      | Sabine De Vos             | Marleen Renders           | Nicolas Liébart           |                        |                       |                     |
|                                   |                           |                           |                           |                        |                       |                     |
| 1 augustus 2011                   | Ron Cornet                | Sally-Jane Van Horenbeeck | Marlène de Wouters        | Thomas Van Hemeledonck | Martine Prenen        | Filip Meirhaeghe    |
| 2 augustus 2011                   | Ron Cornet                | Sally-Jane Van Horenbeeck | Marlène de Wouters        | Thomas Van Hemeledonck | Martine Prenen        |                     |
| 3 augustus 2011                   | Ron Cornet                | Sally-Jane Van Horenbeeck | Marlène de Wouters        | Thomas Van Hemeledonck |                       |                     |
| 4 augustus 2011 - Kwartfinale 5   | Ron Cornet                | Sally-Jane Van Horenbeeck | Marlène de Wouters        |                        |                       |                     |
|                                   |                           |                           |                           |                        |                       |                     |
| 8 augustus 2011 - Halve finale 1  | Ivan Heylen               | Stephanie Planckaert      | Pat Krimson               | Betty Owczarek         | Marleen Renders       |                     |
| 9 augustus 2011 - Halve finale 1  | Ivan Heylen               | Stephanie Planckaert      | Pat Krimson               | Betty Owczarek         |                       |                     |
|                                   |                           |                           |                           |                        |                       |                     |
| 10 augustus 2011 - Halve finale 2 | Bart Van den Bossche      | Ron Cornet                | Sally-Jane Van Horenbeeck | Sabine De Vos          | Showbizz Bart         |                     |
| 11 augustus 2011 - Halve finale 2 | Bart Van den Bossche      | Ron Cornet                | Sally-Jane Van Horenbeeck | Sabine De Vos          |                       |                     |
|                                   |                           |                           |                           |                        |                       |                     |
| 15 augustus 2011 - Finaleweek     | Bart Van den Bossche      | Ron Cornet                | Sally-Jane Van Horenbeeck | Ivan Heylen            | Stephanie Planckaert  | Pat Krimson         |
| 16 augustus 2011 - Finaleweek     | Ron Cornet                | Sally-Jane Van Horenbeeck | Ivan Heylen               | Stephanie Planckaert   | Pat Krimson           |                     |
| 17 augustus 2011 - Finaleweek     | Sally-Jane Van Horenbeeck | Ivan Heylen               | Stephanie Planckaert      | Pat Krimson            |                       |                     |
|                                   |                           |                           |                           |                        |                       |                     |
| 18 augustus 2011 - FINALE         | Bart Van den Bossche      | Ron Cornet                | Sally-Jane Van Horenbeeck |                        |                       |                     |
| seizoen 2 - Winnaar               | Bart Van den Bossche      |                           |                           |                        |                       |                     |

## Seizoen 3
Een overzicht van de deelnemers per aflevering.
| Aflevering                        | Deelnemers      | Deelnemers            | Deelnemers        | Deelnemers         | Deelnemers       | Deelnemers            |
| --------------------------------- | --------------- | --------------------- | ----------------- | ------------------ | ---------------- | --------------------- |
| 2 juli 2012                       | Marc Coucke     | Peter Vanlaet         | Lindsay De Bolle  | Mark Demesmaeker   | Ingrid De Vos    | Sugar Jackson         |
| 3 juli 2012                       | Marc Coucke     | Peter Vanlaet         | Lindsay De Bolle  | Mark Demesmaeker   | Ingrid De Vos    |                       |
| 4 juli 2012                       | Marc Coucke     | Peter Vanlaet         | Lindsay De Bolle  | Mark Demesmaeker   |                  |                       |
| 5 juli 2012 - Kwartfinale 1       | Marc Coucke     | Peter Vanlaet         | Lindsay De Bolle  |                    |                  |                       |
|                                   |                 |                       |                   |                    |                  |                       |
| 9 juli 2012                       | Guy Van Sande   | Annelien Coorevits    | Jess Donckers     | Chris Van Espen    | Jan Bardi        | Lea Witvrouwen        |
| 10 juli 2012                      | Guy Van Sande   | Annelien Coorevits    | Jess Donckers     | Chris Van Espen    | Jan Bardi        |                       |
| 11 juli 2012                      | Guy Van Sande   | Annelien Coorevits    | Jess Donckers     | Chris Van Espen    |                  |                       |
| 12 juli 2012 - Kwartfinale 2      | Guy Van Sande   | Annelien Coorevits    | Jess Donckers     |                    |                  |                       |
|                                   |                 |                       |                   |                    |                  |                       |
| 16 juli 2012                      | Greet Rouffaer  | Maarten Bosmans       | Junior Planckaert | Aagje Vanwalleghem | Bjorn De Wilde   | Daisy Van Cauwenbergh |
| 17 juli 2012                      | Greet Rouffaer  | Maarten Bosmans       | Junior Planckaert | Aagje Vanwalleghem | Bjorn De Wilde   |                       |
| 18 juli 2012                      | Greet Rouffaer  | Maarten Bosmans       | Junior Planckaert | Aagje Vanwalleghem |                  |                       |
| 19 juli 2012 - Kwartfinale 3      | Greet Rouffaer  | Maarten Bosmans       | Junior Planckaert |                    |                  |                       |
|                                   |                 |                       |                   |                    |                  |                       |
| 23 juli 2012                      | Peter Thyssen   | Hilde De Baerdemaeker | Daisy Thys        | Lieven Debrauwer   | Lynn Pelgroms    | Walter De Donder      |
| 24 juli 2012                      | Peter Thyssen   | Hilde De Baerdemaeker | Daisy Thys        | Lieven Debrauwer   | Lynn Pelgroms    |                       |
| 25 juli 2012                      | Peter Thyssen   | Hilde De Baerdemaeker | Daisy Thys        | Lieven Debrauwer   |                  |                       |
| 26 juli 2012 - Kwartfinale 4      | Peter Thyssen   | Hilde De Baerdemaeker | Daisy Thys        |                    |                  |                       |
|                                   |                 |                       |                   |                    |                  |                       |
| 30 juli 2012                      | Manou Kersting  | Dimitri Vantomme      | Laura Beyne       | Monica De Coninck  | Freddy De Kerpel | Eric Kerremans        |
| 31 juli 2012                      | Manou Kersting  | Dimitri Vantomme      | Laura Beyne       | Monica De Coninck  | Freddy De Kerpel |                       |
| 1 augustus 2012                   | Manou Kersting  | Dimitri Vantomme      | Laura Beyne       | Monica De Coninck  |                  |                       |
| 2 augustus 2012 - Kwartfinale 5   | Manou Kersting  | Dimitri Vantomme      | Laura Beyne       |                    |                  |                       |
|                                   |                 |                       |                   |                    |                  |                       |
| 6 augustus 2012                   | Ann Tuts        | Hilde Claes           | Griet Vanhees     | Deborah Ostrega    | Jimmy Samijn     | Veerle Eyckermans     |
| 7 augustus 2012                   | Ann Tuts        | Hilde Claes           | Griet Vanhees     | Deborah Ostrega    | Jimmy Samijn     |                       |
| 8 augustus 2012                   | Ann Tuts        | Hilde Claes           | Griet Vanhees     | Deborah Ostrega    |                  |                       |
| 9 augustus 2012 - Kwartfinale 6   | Ann Tuts        | Hilde Claes           | Griet Vanhees     |                    |                  |                       |
|                                   |                 |                       |                   |                    |                  |                       |
| 13 augustus 2012 - Halve finale 1 | Marc Coucke     | Annelien Coorevits    | Maarten Bosmans   | Ann Tuts           | Lindsay De Bolle | Hilde De Baerdemaeker |
| 14 augustus 2012 - Halve finale 1 | Marc Coucke     | Annelien Coorevits    | Maarten Bosmans   | Ann Tuts           | Lindsay De Bolle |                       |
| 15 augustus 2012 - Halve finale 2 | Manou Kersting  | Hilde Claes           | Greet Rouffaer    | Daisy Thys         | Jess Donckers    | Dimitri Vantomme      |
| 16 augustus 2012 - Halve finale 2 | Manou Kersting  | Hilde Claes           | Greet Rouffaer    | Daisy Thys         | Jess Donckers    |                       |
|                                   |                 |                       |                   |                    |                  |                       |
| 20 augustus 2012 - Finaleweek     | Maarten Bosmans | Manou Kersting        | Marc Coucke       | Greet Rouffaer     | Lindsay De Bolle | Jess Donckers         |
| 21 augustus 2012 - Finaleweek     | Marc Coucke     | Manou Kersting        | Greet Rouffaer    | Lindsay De Bolle   | Jess Donckers    |                       |
| 22 augustus 2012 - Finaleweek     | Manou Kersting  | Greet Rouffaer        | Lindsay De Bolle  | Jess Donckers      |                  |                       |
|                                   |                 |                       |                   |                    |                  |                       |
| 23 augustus 2012 - FINALE         | Maarten Bosmans | Marc Coucke           | Manou Kersting    |                    |                  |                       |
| seizoen 3 - Winnaar               | Marc Coucke     |                       |                   |                    |                  |                       |

## Seizoen 4
Het vierde seizoen liep in het najaar van 2023.
| Nr. | Deelnemer           | Afl. 1 | Afl. 2 | Afl. 3 | Afl. 4 | Afl. 5 | Afl. 6 | Afl. 7 | Afl. 8 | Afl. 9 | Afl. 10 | Afl. 11 | Afl. 12 |
| --- | ------------------- | ------ | ------ | ------ | ------ | ------ | ------ | ------ | ------ | ------ | ------- | ------- | ------- |
| 1   | Linde Merckpoel     |        |        |        |        |        |        |        |        |        |         |         | Winnaar |
| 2   | Hakim Chatar        |        |        |        |        |        |        |        |        |        |         |         | Tweede  |
| 3   | Boris Devis         |        |        |        |        |        |        |        |        |        |         |         | Derde   |
| 4   | Wim Willaert        |        |        |        |        |        |        |        |        |        |         |         |         |
| 5   | Lynn Van den Broeck |        |        |        |        |        |        |        |        |        |         |         |         |
| 6   | Cath Luyten         |        |        |        |        |        |        |        |        |        |         |         |         |
| 7   | Bent Van Looy       |        |        |        |        |        |        |        |        |        |         |         |         |
| 8   | Charlie Dewulf      |        |        |        |        |        |        |        |        |        |         |         |         |
| 9   | William Boeva       |        |        |        |        |        |        |        |        |        |         |         |         |
| 10  | Sarah Puttemans     |        |        |        |        |        |        |        |        |        |         |         |         |

Legenda:
 Deze deelnemer ging door naar de volgende aflevering.
 Deze deelnemer was weekwinnaar en ging zodoende automatisch door naar de volgende aflevering.
 Deze deelnemer zette de immuniteitspin in en kon hierdoor niet geëlimineerd worden.
 Deze deelnemer speelde de eliminatieproef en werd gered.
 Deze deelnemer speelde de eliminatieproef, maar verloor deze en viel af.
 Deze deelnemer was al geëlimineerd.
 Deze deelnemer won Celebrity MasterChef Vlaanderen.
 Deze deelnemer eindigde tweede.
 Deze deelnemer eindigde derde.

## Seizoen 5
Het vijfde seizoen liep in het voorjaar van 2024.
| Nr. | Deelnemer        | Afl. 1 | Afl. 2 | Afl. 3 | Afl. 4 | Afl. 5 | Afl. 6 | Afl. 7 | Afl. 8 | Afl. 9 | Afl. 10 | Afl. 11 | Afl. 12 |
| --- | ---------------- | ------ | ------ | ------ | ------ | ------ | ------ | ------ | ------ | ------ | ------- | ------- | ------- |
| 1   | Olga Leyers      |        |        |        |        |        |        |        |        |        |         |         | Winnaar |
| 2   | Titus De Voogdt  |        |        |        |        |        |        |        |        |        |         |         | Tweede  |
| 3   | Daan Alferink    |        |        |        |        |        |        |        |        |        |         | [ a ]   | Derde   |
| 4   | Serine Ayari     |        |        |        |        |        |        |        |        |        |         | [ a ]   |         |
| 5   | Liesa Naert      | [ a ]  |        |        |        |        |        |        |        | [ b ]  |         |         |         |
| 6   | Fatma Taspinar   | [ a ]  |        |        |        |        |        |        |        |        |         |         |         |
| 7   | Kawtar Ehlalouch | [ a ]  |        |        |        |        |        |        |        |        |         |         |         |
| 8   | Jan Van Looveren |        |        |        |        |        |        |        |        |        |         |         |         |
| 9   | Thomas Briels    |        |        |        |        |        |        |        |        |        |         |         |         |
| 10  | Gunther Lamoot   | [ a ]  |        |        |        |        |        |        |        |        |         |         |         |

Legenda:
 Deze deelnemer ging door naar de volgende aflevering.
 Deze deelnemer was weekwinnaar en ging zodoende automatisch door naar de volgende aflevering.
 Deze deelnemer zette de immuniteitspin in en kon hierdoor niet geëlimineerd worden.
 Deze deelnemer speelde de eliminatieproef en werd gered.
 Deze deelnemer speelde de eliminatieproef, maar verloor deze en viel af.
 Deze deelnemer was al geëlimineerd.
 Deze deelnemer won Celebrity MasterChef Vlaanderen.
 Deze deelnemer eindigde tweede.
 Deze deelnemer eindigde derde.
1. 1 2 3 4 5 6  De eliminatie van deze aflevering werd verplaatst naar het begin van de volgende aflevering.
2. ↑  Deze deelnemer was eigenlijk de afvaller van de aflevering, maar werd toch opgevist en mocht doorgaan naar de volgende aflevering.

## Seizoen 6
Het zesde seizoen liep in het voorjaar van 2025.
| Nr. | Deelnemer        | Afl. 1 | Afl. 2 | Afl. 3 | Afl. 4 | Afl. 5 | Afl. 6 | Afl. 7 | Afl. 8 | Afl. 9 | Afl. 10 | Afl. 11 | Afl. 12 |
| --- | ---------------- | ------ | ------ | ------ | ------ | ------ | ------ | ------ | ------ | ------ | ------- | ------- | ------- |
| 1   | Daphne Velghe    |        |        |        |        |        |        |        |        |        |         |         | Winnaar |
| 2   | Bert Huysentruyt |        |        |        |        |        |        |        |        |        |         |         | Tweede  |
| 3   | Koen De Bouw     |        |        |        |        |        |        |        | [ a ]  |        |         |         | Derde   |
| 4   | Sarah Vandeursen |        | [ b ]  |        |        |        |        |        |        |        |         |         |         |
| 5   | Bert De Kock     |        |        |        |        |        |        |        |        |        |         |         |         |
| 6   | Dorianne Aussems |        |        |        |        |        |        |        | [ a ]  |        |         |         |         |
| 7   | Bert De Backer   |        |        |        |        |        |        |        |        |        |         |         |         |
| 8   | Tinne Oltmans    |        | [ b ]  |        |        |        |        |        |        |        |         |         |         |
| 9   | Maggie De Block  |        | [ b ]  |        |        |        |        |        |        |        |         |         |         |
| 10  | Tom Eerebout     |        |        |        |        |        |        |        |        |        |         |         |         |

Legenda:
 Deze deelnemer ging door naar de volgende aflevering.
 Deze deelnemer was weekwinnaar en ging zodoende automatisch door naar de volgende aflevering.
 Deze deelnemer zette de immuniteitspin in en kon hierdoor niet geëlimineerd worden.
 Deze deelnemer speelde de eliminatieproef en werd gered.
 Deze deelnemer speelde de eliminatieproef, maar verloor deze en viel af.
 Deze deelnemer was al geëlimineerd.
 Deze deelnemer won Celebrity MasterChef Vlaanderen.
 Deze deelnemer eindigde tweede.
 Deze deelnemer eindigde derde.
1. 1 2  Het resultaat van deze eliminatie werd pas in de volgende aflevering bekendgemaakt.
2. 1 2 3  De eliminatie van deze aflevering werd verplaatst naar het begin van de volgende aflevering.